# ГЕС Shídī
ГЕС Shídī (石堤水电站) — гідроелектростанція у центральній частині Китаю в провінції Чунцін. Знаходячись між ГЕС Yǒuchóu (вище по течії) та ГЕС Wǎnmǐpō, входить до складу каскаду на річці Youshui, лівій притоці Юаньцзян, котра впадає до розташованого на правобережжі Янцзи великого озера Дунтін.
В межах проекту річку перекрили греблею із ущільненого котком бетону висотою 50 метрів та довжиною 212 метрів. Вона утримує водосховище з об'ємом 132 млн м3 (корисний об'єм 50 млн м3), в якому припустиме коливання рівня поверхні у операційному режимі між позначками 284 та 290 метрів НРМ (під час повені рівень може зростати до 293,2 метра НРМ, а об'єм — до 163 млн м3).
Пригребелевий машинний зал обладнали двома турбінами потужністю по 60 МВт, які встановлені на рівні 261 метр НРМ. За рік вони забезпечують виробництво 394 млн кВт-год електроенергії.